# Tim Fain

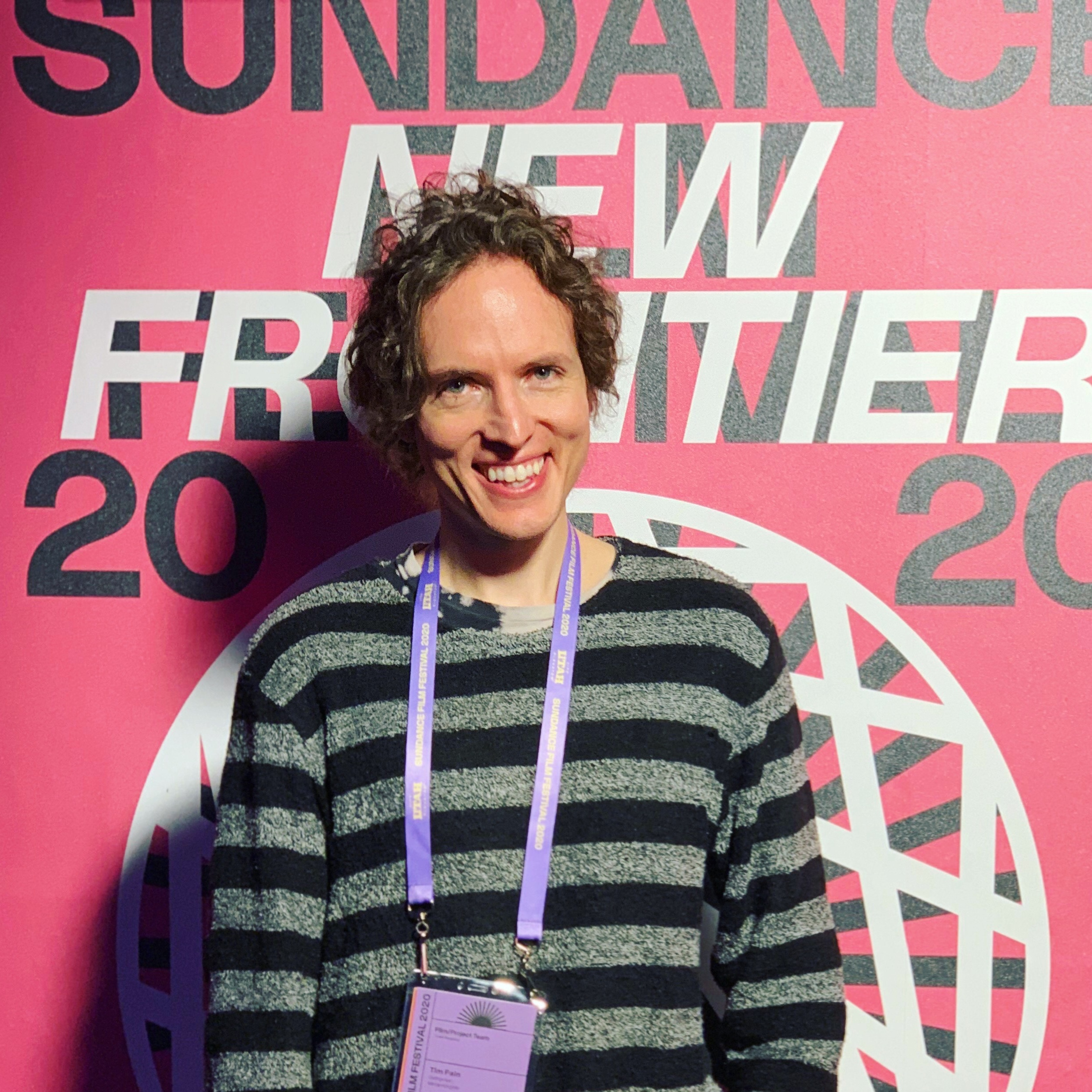
Violinist and composer Tim Fain at Sundance New Frontier 2020

Tim Fain ( Santa Monica, Califórnia) é um violinista americano.
Talvez mais conhecido por suas performances no filme Black Swan e seu trabalho com o compositor americano Philip Glass. Frequentou o Royal Conservatory of Music em Londres aos 11 anos e Crossrads School for the Arts and Sciences em Santa Monica.

## Discografia
- Arches: Music Then to Now (Image Recordings, 2008)
- Philip Glass: The Concerto Project, Vol. IV, (Orange Mountain Music, 2010)
- Black Swan: Original Motion Picture Soundtrack (Sony, 2011)[2]
- River of Light: American Short Works for Violin and Piano (Naxos, 2011)
- 12 Years a Slave (Columbia Records, 2013) [3]
- "Variation", Tim Fain plays Michael Shapiro's Peace Variations (Paumanok, 2014)
- Tim Fain plays Philip Glass: Partita for solo violin (Orange Mountain Music, 2015)
- First Loves (VIA Records, 2016)
- Michael Shapiro's Second Sonata for violin and piano, Tim Fain and Steve Beck (Paumanok, 2017)